# Jérémy Sitbon
Pour les articles homonymes, voir Sitbon.
Jérémy Sitbon, né le 22 juillet 1993 à Paris, est un acteur français.

## Filmographie

### Cinéma
- 2004 : La Maison de Nina de Richard Dembo
- 2002 : Monsieur Ibrahim et les fleurs du Coran de François Dupeyron (Momo à 8 ans)

### Télévision
- 2008 : Beauregard de Jean-Louis Lorenzi : Louis
- 2007 : Diane, femme flic - Venin (Djamel)
- 2004 : L'Instit - Ma petite star (Juju)
- 2003 : Blandine l'insoumise - Qui sème le vent... (Steve Zanca)
- 2002 : Les enfants de Charlotte (Antoine)
- 2002 :  Marie Marmaille (Maurice)
- 2001 : Les Cordier, juge et flic - Cours du soir (Julien)